# Урзічень (комуна)
Урзічень, Урзічені (рум. Urziceni) — комуна у повіті Сату-Маре в Румунії. До складу комуни входять такі села (дані про населення за 2002 рік):
- Урзічень (1296 осіб) — адміністративний центр комуни
- Урзічень-Педуре (213 осіб)

Комуна розташована на відстані 464 км на північний захід від Бухареста, 36 км на захід від Сату-Маре, 139 км на північний захід від Клуж-Напоки.

## Населення
За даними перепису населення 2002 року у комуні проживали 1509 осіб.
Національний склад населення комуни:
| Національність   | Кількість осіб | Відсоток |
| ---------------- | -------------- | -------- |
| угорці           | 1027           | 68,1%    |
| німці            | 339            | 22,5%    |
| румуни           | 141            | 9,3%     |
| цигани           | 1              | 0,1%     |
| росіяни-липовани | 1              | 0,1%     |

Рідною мовою назвали:
| Мова      | Кількість осіб | Відсоток |
| --------- | -------------- | -------- |
| угорська  | 1380           | 91,5%    |
| румунська | 118            | 7,8%     |
| німецька  | 11             | 0,7%     |

Склад населення комуни за віросповіданням:
| Релігія        | Кількість осіб | Відсоток |
| -------------- | -------------- | -------- |
| римо-католики  | 1310           | 86,8%    |
| греко-католики | 85             | 5,6%     |
| православні    | 64             | 4,2%     |
| реформати      | 45             | 3,0%     |
| унітарії       | 3              | 0,2%     |